# Arthur Rudolph
Arthur Louis Hugo Rudolph (✰ Meiningen; 9 de novembro de 1906; ✝ Hamburgo, 1 de janeiro de 1996) foi um engenheiro da Alemanha Nazista que teve atuação decisiva no desenvolvimento do míssil V-2 em Peenemünde (1939-1945).
Depois da Segunda Guerra Mundial, ele foi levado aos Estados Unidos pelo OSS, vindo a se tornar um dos pioneiros no programa espacial daquele país. Ele trabalhou para o Exército e para a NASA, tendo sido responsável por importantes projetos, como o do míssil Pershing e do foguete Saturno V. Em 1984 ele começou a ser investigado por crimes de guerra pelo departamento de justiça dos Estados Unidos, e pressionado, retornou à Alemanha, renunciando à sua cidadania Norte americana.